# Хохлатый настоящий печник
Хохлатый настоящий печник (лат. Furnarius cristatus) — вид птиц из семейства печниковых. Подвидов не выделяют.

## Распространение
Обитают в Боливии, Парагвае и Аргентине.

## Описание
Длина тела 14—15 см, вес 26—29 г. Небольшие печники с явно выраженным хохлом. Клюв короче, чем у других представителей рода Furnarius. У взрослых особей имеется незаметная бледная «бровь» (supercilium).

## Биология
Питаются членистоногими, пищу ищут поодиночке или парами. Миграций не совершают. Предполагается, что представители вида моногамны.

## Охранный статус
МСОП присвоил виду охранный статус LC.